# Sterling L2
Пистолет-пулемёт «Стерлинг» (англ. Sterling submachine gun), также известный как пистолет-пулемёт Пэтчетта, наиболее распространённая маркировка Sterling L2 — британский пистолет-пулемёт, созданный в конце Второй мировой войны как замена традиционному британскому STEN. На вооружение Британской армии официально поступил в 1953 году и был снят в 1988 году, но окончательно был вытеснен только в 1994 году автоматом L85A1. Состоит и поныне на вооружении ряда стран мира. Выпущен в нескольких вариантах.

## Разработка
К 1944 году штаб Вооружённых сил Великобритании опубликовал новые стандарты для пистолета-пулемёта: масса не должна превышать 2,7 кг, используемый патрон — 9×19 мм Парабеллум, скорострельность не менее 500 выстрелов в минуту, способность сделать пять точных выстрелов подряд при режиме одиночного огня в объект площадью 0,09 м² с расстояния 91 м. За разработку нового оружия взялся главный дизайнер компании Sterling Armaments Company Джордж Уильям Пэтчетт из Дэгенема, который в начале 1944 года представил образец нового пистолета-пулемёта. Прототип, однако, появился ещё летом 1942 года на основе пистолета-пулемёта Ланчестера.
Первый прототип пистолета-пулемёта Пэтчетта был похож внешне на STEN, особенно рукоять затвора, которая двигалась вперёд-назад в прорези с правой стороны ствольной коробки. Изначально она находилась на одной линии с окном экстракции, но позднее была передвинута. Ствольная коробка, однако, была взята с «Ланчестера», а деревянную ложу Пэтчетт заменил на складной металлической плечевой упор, который складывался вперёд-вверх под ствол оружия и охватывал плечами корпус ударно-спускового механизма (УСМ), и рукоять управления огнём. Рукоятка была смещена вперёд, и УСМ находился сразу же за окном экстракции, а спусковая скоба — под ним.
Флажковый переводчик огня, игравший роль предохранителя, находился на передней стенке корпуса. Затыльник ствольной коробки можно было снять, чтобы извлечь все подвижные части. Оружие оснащалось также приливом для штыка и перекидным целиком. Использовались магазины на 50 патронов от пистолета-пулемёта Ланчестера и на 32 патрона от STEN. В британской армии заметили потенциал оружия, оценив возросшую точность и надёжность по сравнению со STEN, компактность оружия и его баланс, и заказали 120 экземпляров для испытаний. Несмотря на то, что оружие не было принято официально на вооружение до конца войны, некоторые экземпляры были переданы воздушно-десантным войскам, коммандос и другим специальным подразделениям, которые участвовали в Арнемской операции и иных сражениях в Северной-Западной Европе. Официально оружие называлось Patchett Machine Carbine Mk 1 (англ. Автоматический карабин Пэтчетта, тип 1). Пистолет-пулемёт первого типа с серийными номером 078, хранящийся ныне в Имперском военном музее, принадлежал полковнику Роберту Доусону, командиру подразделения коммандос No. 4 Commando, который возглавлял атаку на Вальхерен в ходе операции «Инфэтуэйт» в ноябре 1944 года. Каких-либо проблем со снабжением боеприпасами не было, поскольку первый образец мог легко использовать магазины от STEN (но при этом магазин, разработанный именно для Sterling, нельзя было использовать в STEN).
В послевоенные годы особого интереса в развитии новых образцов не было, однако в 1947 году был объявлен конкурс на новое оружие, в котором участвовали оружие Пэтчетта, Enfield, экспериментальный пистолет-пулемёт BSA 1949 года и австралийский экспериментальный пистолет-пулемёт. Испытания затянулись, и только в 1951 году оружие Пэтчетта было признано лучшим. Британская армия приняла его на вооружение. В 1953 году был принят на вооружение новый вариант L2A1. Начиная с модели L2A3, все последующие образцы перерабатывались для установки глушителей. Производство стало вестись и за пределами Великобритании.

## Описание

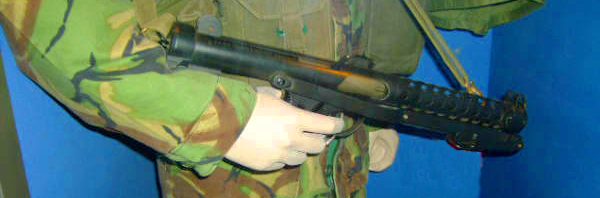
Пистолет-пулемёт Sterling в Имперском военном музее

Sterling изготавливается целиком и полностью из стали и пластика. Ствольная коробка заимствована у пистолета-пулемёта системы Ланчестера, однако вместо деревянной ложи установлены рукоятка управления огнём, смещённая сильно вперёд, и складной металлический плечевой упор. Ударно-спусковой механизм — сразу же за окном выброса гильз, под ним располагается спусковая скоба. Упор складывается вперёд-вверх под ствол оружия, плечи охватывают корпус ударно-спускового механизма с обеих сторон. Переводчик огня находится на передней стенке корпуса и играет роль предохранителя; рукоятка взведения движется в прорези с правой стороны ствольной коробки. Затыльник ствольной коробки может сниматься и позволяет извлекать подвижные части. В первом варианте присутствовал также прилив для штыка. Целик — кольцевой и перекидной, находится ближе к затыльнику ствольной коробки и может настраиваться на дистанцию от 100 до 200 м.
Автоматика оружия основана на свободном откате затвора. Так, внешняя поверхность затвора имеет спиральные канавки, в которых оседают грязь, частицы металла и лишняя смазка. Всё это выбрасывалось вперёд и выходило наружу через вентиляционные отверстия кожуха ствола для сохранения надёжности оружия. Боковые стенки имеют выштамповки, которые упрочняют магазин и собирают грязь. Внутри затвора находятся две пружины (у других пистолетов-пулемётов всего по одной), что снижает отдачу, предотвращает застревание патрона и значительно повышает точность при стрельбе. Запирание канала ствола осуществляется массой подпружиненного возвратной пружиной затвора, а стрельба ведётся с заднего шептала. Переводчик огня играет роль предохранителя, предусматривает как одиночный, так и непрерывный огонь; предохранитель блокирует затвор в переднем и взведённом положении. Ствольная коробка — это труба, в которой передняя часть играет роль кожуха ствола с отверстиями для улучшения охлаждения. Ствол закреплён на двух вкладышах. Плечевой упор состоит из U-образной скобы, которая полностью охватывает корпус оружия в сложенном состоянии, и прикреплённых к ней двух плеч с затыльником. Нижнее плечо и затыльник крепятся на шарнирах, составляя одно целое с верхним плечом в сложенном состоянии и играя роль цевья.
В первых модификациях приёмник магазина был рассчитан на дисковые магазины на 50 патронов (система Lanchester) и коробчатые магазины на 32 патрона (система STEN). Для новой модели был разработан 34-зарядный секторный магазин с двухрядным выходом и роликами вместо подавателя, приёмник магазина находится сбоку ствольной коробки. Спусковая скоба находится под окном экстракции, переводчик огня/предохранитель — на левой стороне корпуса. Ударник действует так, что не может преждевременно ударить по капсюлю и расколоть его, пока магазин не будет правильно вставлен. Выстрел происходит до того, как затвор дойдет до крайнего переднего положения. Это означает, что возможно использовать более лёгкий по массе затвор по сравнению с другими, а действие пороховых газов на лёгкий затвор положительно скажется на управляемости оружием.
Для специальных операций была разработана версия с глушителем — L34A1 Mark 5, оснащённая перфорированным стволом со встроенным несъёмным глушителем/пламегасителем, который снижает скорость пули до звуковой и исключает возможность появления вспышки в темноте. Единственным звуком, который можно услышать, становится только звук работающего затвора. Это оружие поступило на вооружение армейских частей, королевской морской пехоты и коммандос, его использовали полки Особой воздушной службы Австралии и Новой Зеландии во время Вьетнамской войны. Во время Фолклендской войны это оружие использовали войска Аргентины и Великобритании. Наконец, оружие было на вооружении войск Ливии: именно из этого оружия была убита констебль Ивонн Флетчер ливийскими шпионами, которые находились в здании посольства Ливии в Лондоне, осаждённом в 1984 году.

## Оценка оружия

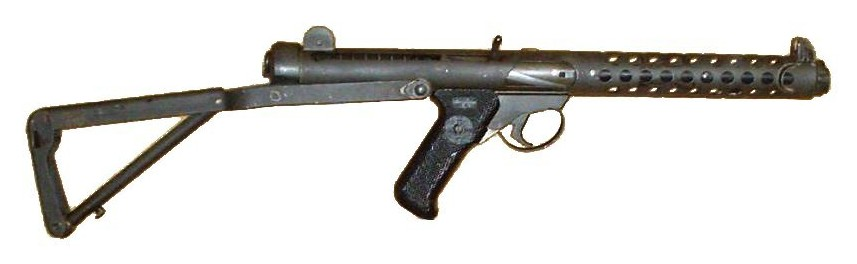
Sterling, вид слева: видны окно экстракции и рукоять затвора

«Стерлинг» обрёл репутацию надёжнейшего оружия, которое могло стрелять с открытого затвора в любых условиях и обладало хорошей точностью благодаря диоптрическому прицелу, исключающему аккомодацию, и длинной прицельной линии. Оружие было пригодно как для правшей, так и для левшей: рукоять взведения затвора была отогнута вверх специально для такой возможности. Хотя сообщалось, что стрелки-левши не испытывают проблем при использовании оружия, стрелять из оружия можно только при наличии защитных очков, чтобы не повредить глаза. Дополнительно к оружию можно прикрепить и штык, взятый с самозарядной винтовки L1A1, однако оружие со штыком больше используется на церемониях. Оба штыка были заимствованы, в свою очередь, с винтовки Lee-Enfield No 5 («Карабин для джунглей»). Отличием является небольшое кольцо на штыке для L1A1, чтобы его можно было привинтить к стволу. «Стерлинг» предусматривал смещение штыка в левую сторону для большей балансировки при штыковом бое. Для стрелка-правши правильным положением левой руки является положение на кожухе ствола, а не на магазине, чтобы в разгар боя магазин не вылетел. Положение руки на стволе позволяет лучше управляться с оружием, равно как и предусмотренный разработчиками угол наклона рукоятки. Полукруглый выступ на правой стороне оружия (в двух дюймах от дула) не позволяет руке двигаться к дулу, а переводчик огня находится вблизи пальцев правой руки, что позволяет менять режим огня, не отвлекаясь.
Впрочем, у оружия есть и свои недостатки. Несмотря на компактность и возможность переноски оружия на ремне, оно может застревать в одежде, листве и даже в дверном проёме, а иногда даже наносит болезненные тычки стрелку. На меткости стрельбы отрицательно сказывается металлический приклад, который не обеспечивает удобства прицеливания. Более того, боковое размещение магазина создаёт опрокидывающий момент и отрицательно сказывается на кучности стрельбы. Наконец, стрельба со сложенным прикладом также приводит к рассеиванию пуль, поскольку обе руки находятся вблизи центра тяжести.

## Производство
Всего было произведено более 400 тысяч экземпляров. В основном они собирались в Дагенэме для нужд вооружённых сил Великобритании и на экспорт, в то время как завод «Royal Ordnance Factories» в Фазаркерли у Ливерпуля собирал их только для британских войск (ныне он производит отдельные детали, но не цельные экземпляры оружия). В Чили производство осуществлялось компанией FAMAE: пистолет-пулемёт PAF имел более короткий приёмник магазина. В Канаде производилась лицензионная копия Submachine Gun 9 mm C1 компанией Canadian Arsenals Limited, заменившая старые версии STEN. В Индии заводом «Indian Ordnance Factory» в Канпуре производится по лицензии пистолет-пулемёт Sub-Machine Gun Carbine 9 mm 1A1 вместе с образцом Sub-Machine Gun Carbine 9 mm 2A1 — копией L34A1 с глушителем. Они также производятся на «Ordnance Factories Board» и используются индийской армией.

## Варианты и модификации

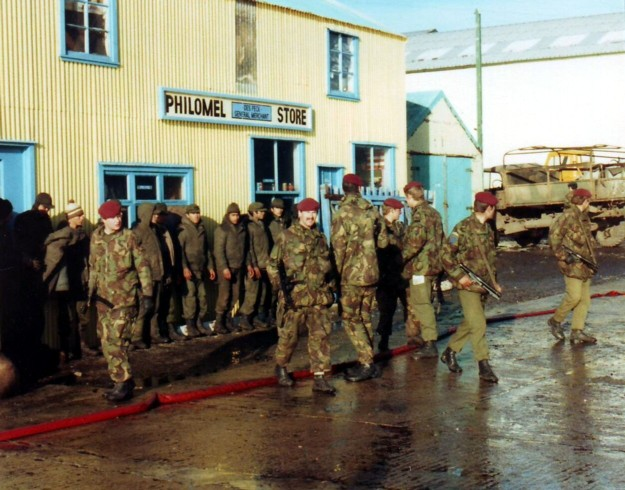
Солдаты Парашютного полка сторожат аргентинских военнопленных; в руках у бойцов пистолеты-пулемёты Sterling

### Великобритания
- Patchett Machine Carbine Mk. 1: экспериментальный образец, испытания прошли в 1944 году. Опытный предсерийный вариант. Использовался отдельными частями в операции «Маркет Гарден»[36][37].
- Patchett Machine Carbine Mark 1 & Folding Bayonet: вариант со штыком, не принят на вооружение[37].
- L2A1 (Patchett Machine Carbine Mk. 2): первый вариант, принят на вооружение в 1953 году[37].
- L2A2 (Sterling Mk. 3): модификация, принята на вооружение в 1955 году[37].
- L2A3 (Sterling Mk. 4): модификация, принята на вооружение в 1956 году[37]; на вооружении Британской армии, Королевской морской пехоты и полка Королевских ВВС[англ.].
- L34A1 (Sterling-Patchett Mk. 5): вариант с интегрированным глушителем[37]. В стволе просверлены 72 отверстия для стравливания пороховых газов в расширительную камеру глушителя, масса затвора уменьшена для обеспечения надежности работы автоматики оружия при дозвуковой скорости пули. Выпускался с 1966 до 1985 года[38]. В оружии применялись стандартные патроны, однако из-за потери пороховыми газами части своей энергии начальная скорость пули составляла 292—310 м/с. Звук выстрела почти не слышен на расстоянии 30 м[39].
- Sterling Mk. 6 «Police»: самозарядный вариант для полиции с закрытым затвором[37]. Длина ствола 410 мм. Экспортировался в США, состоит на вооружении Бюро алкоголя, табака, огнестрельного оружия и взрывчатых веществ. С 2009 года производится копия по заказу Century International Arms[англ.] с использованием новых американских деталей и частей снятого с вооружения L2A3. Известен также как «Sterling Sporter».
- Sterling Mk. 7 «Para-Pistol»: пистолет-пулемёт для коммандос и разведывательных подразделений[37]. Укороченный до 108 мм ствол с фиксированной вертикальной пистолетной рукояткой, съёмным прикладом[37] и общей массой в 2,2 кг. Использует магазины на 10 или 15 патронов. Носится в чехле, может использоваться и как оружие для рукопашной схватки.

### Канада
- C1: выпускался в 1957—1959 годах по лицензии в Канаде на оружейном заводе «Canadian Arsenal Ltd.» и заменил STEN[40]. Отличается от L2A1 большим использованием штамповки металлических деталей[40]. Особая спусковая скоба позволяет вести огонь в полярных условиях, даже если боец носит перчатки; в канадской версии также отличные от британского варианта вырезы приёмников магазина, формы прикладов и формы спусковых крючков и скоб[41]. Используются магазины на 10 патронов (для экипажей бронетехники) и на 30 патронов[37].

### Индия
- SAF Carbine 1A1: индийская копия L2A1, выпускается по лицензии в Индии на оружейном заводе (до 2003 года на «Indian Ordnance Factory»)[34][37][9].
- SAF Carbine 2A1: индийская копия L34A1 (Sterling Mk. 5), выпускается по лицензии в Индии[35][37][9].

### Вариант 7.62 NATO
Под патрон 7,62 × 51 мм НАТО выпускалась особая версия с использованием рычажного торможения и полусвободного затвора, чтобы использовать мощные патроны. Такой пистолет-пулемёт использовал коробчатые магазины от ручного пулемёта BREN на 30 патронов, стрельба велась с открытого затвора. Производство ограничилось одним прототипом.

## Страны-эксплуатанты

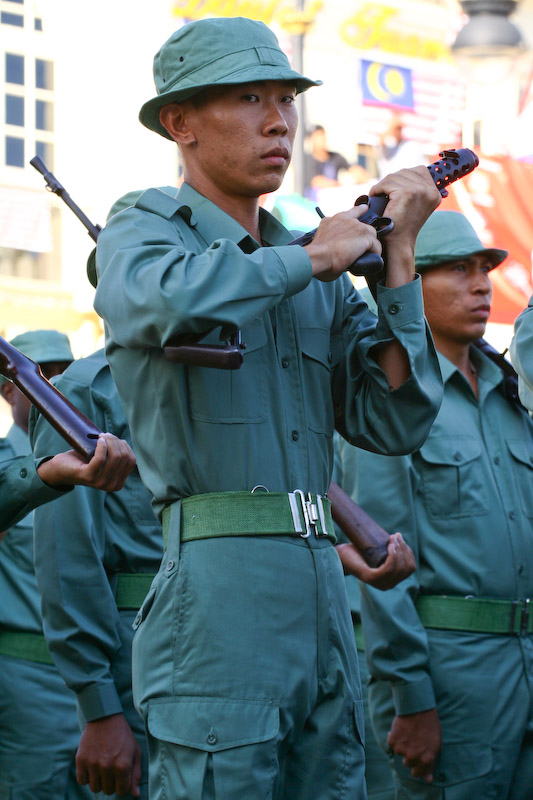
Офицер Королевской полиции Малайзии с пистолетом-пулемётом Sterling L2A3 (Mk 4)

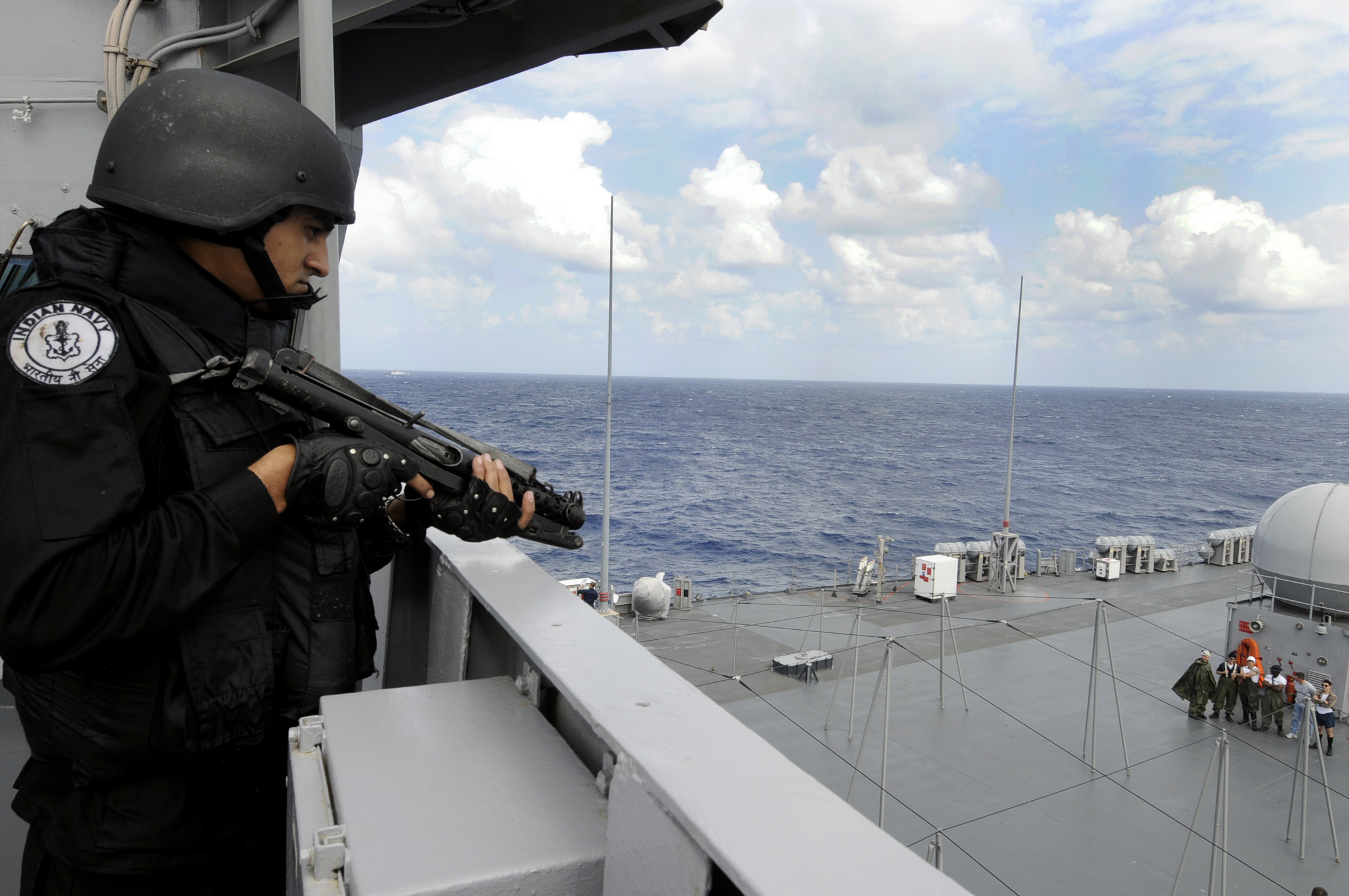
Моряк ВМС Индии с пистолетом-пулемётом Sterling на учениях по освобождению заложников, 2009

- Австралия: вариант L34A1[43]
- Ангола
  -  Национальный фронт освобождения Анголы[44]
- Аргентина: варианты Mk 4 и L34A1[45][46]
- Бангладеш: вариант Mk 4[45]
- Барбадос[45]
- Бахрейн: варианты Mk 3 (только на испытаниях)[47] и Mk 4[45]
- Белиз: вариант Mk 4[45]
- Ботсвана[45]
- Бразилия: вариант Mk 3 (только на испытаниях)[47]
- Бруней: вариант Mk 4[45]
- Вануату[48]
- Великобритания: в 1953 году принят вариант L2A1, с 1966 года использовался L34A1[49]
- Габон[45]
- Гамбия[45]
- Гана[45]
- Гвиана[45]
- Германия: варианты Mk 3 и Mk 4 (только на испытаниях)[47]
- Доминиканская Республика
- Египет: вариант Mk 3[3]
- Замбия[45]
- Зимбабве[45]
- Ирак: вариант Mk 4[45]
- Иран: заменено на HK MP5
- Индия: произведено 32536 экземпляров типа Mk 4[9] на «Indian Ordnance Factories» под названием Sub Machine Gun Carbine 9 mm 1A1, производство остановлено в 2010 году[34]; также производился вариант с глушителем Sub Machine Gun Carbine 9 mm 2A1[35]
- Испания: оружием оснащено подразделение Unidad de Operaciones Especiales[англ.], специальная группа ВМС Испании[50]
- Канада: производился под индексом C1[49]
- Катар[45]
- Кения[45]
- Кипр[45]
- КНДР[51]
- Куба: вариант Mk 3 (только на испытаниях)[47]
- Кувейт: вариант L2A3[11][51]
- Иракский Курдистан: оружие использует Пешмерга[52]
- Ливан[45]
- Ливия: варианты Mk 2[53], L34[45] и 1A1 индийского производства[13]
- Лесото[45]
- Малави[45]
- Малайзия: не менее 18500 экземпляров Mk 4[9][45]
- Мальта[45]
- Марокко[54]
- Мьянма[45]
- Непал[45]
- Нигерия[45]
- Новая Зеландия[51]
- Оман[45]
- Пакистан[45]
- Папуа — Новая Гвинея[45]
- Португалия[45]
- Родезия[55][56]
- Свазиленд[45]
- Сингапур: вариант Mk 4 на вооружении полиции Сингапура и её спецподразделений: Гурхский контингент[англ.], Полицейская береговая охрана Сингапура[англ.] и Командование специальных операций Сингапура[англ.]. Заменён в 1999 году на HK MP5
- Соломоновы Острова[48]
- Сомали[45]
- Сьерра-Леоне[45]
- Судан[45]
- Танзания[45]
- Тринидад и Тобаго[45]
- Тунис[51]
- Уганда[45]
- Филиппины: вариант L34A1 на вооружении Морской группы специальных операций[англ.] ВМС Филиппин[57]
- Франция: вариант Mk 3 (только на испытаниях)[47]
- Швеция: вариант Mk 3 (только на испытаниях)[47]
- Шри-Ланка[45]
- ЮАР: вариант Mk 3 (только на испытаниях)[47]
- Ямайка: вооружённые силы Ямайки используют его как оружие самообороны для вспомогательных частей, оно заменяется на автоматы SA80[58]

## В массовой культуре
Sterling L2 встречается в значительном количестве кинофильмов, а также присутствует в ряде компьютерных игр.
- В играх примером служит Tom Clancy’s Rainbow Six Siege, где пистолет-пулемёт Sterling C1 является оружием оперативника Тины Линь Цзан (спецподразделение Joint Task Force 2) по прозвищу Frost.
- В компьютерной игре Call of Duty: WWII пистолет-пулемёт Sterling включён как часть загружаемого контента[60].
- Пистолеты-пулемёты Sterling с небольшими косметическими изменениями послужили основой для бластеров «Е-11», главного оружия имперских штурмовиков из Звёздных войн[61].
- В компьютерных играх Insurgency и Insurgency: Sandstorm.